# Witold Benedek
Witold Janusz Benedek (ur. 10 sierpnia 1930 w Łodzi, zm. 6 czerwca 2011 w Warszawie) – polski architekt, prof. dr inż. architektury Politechniki Warszawskiej.

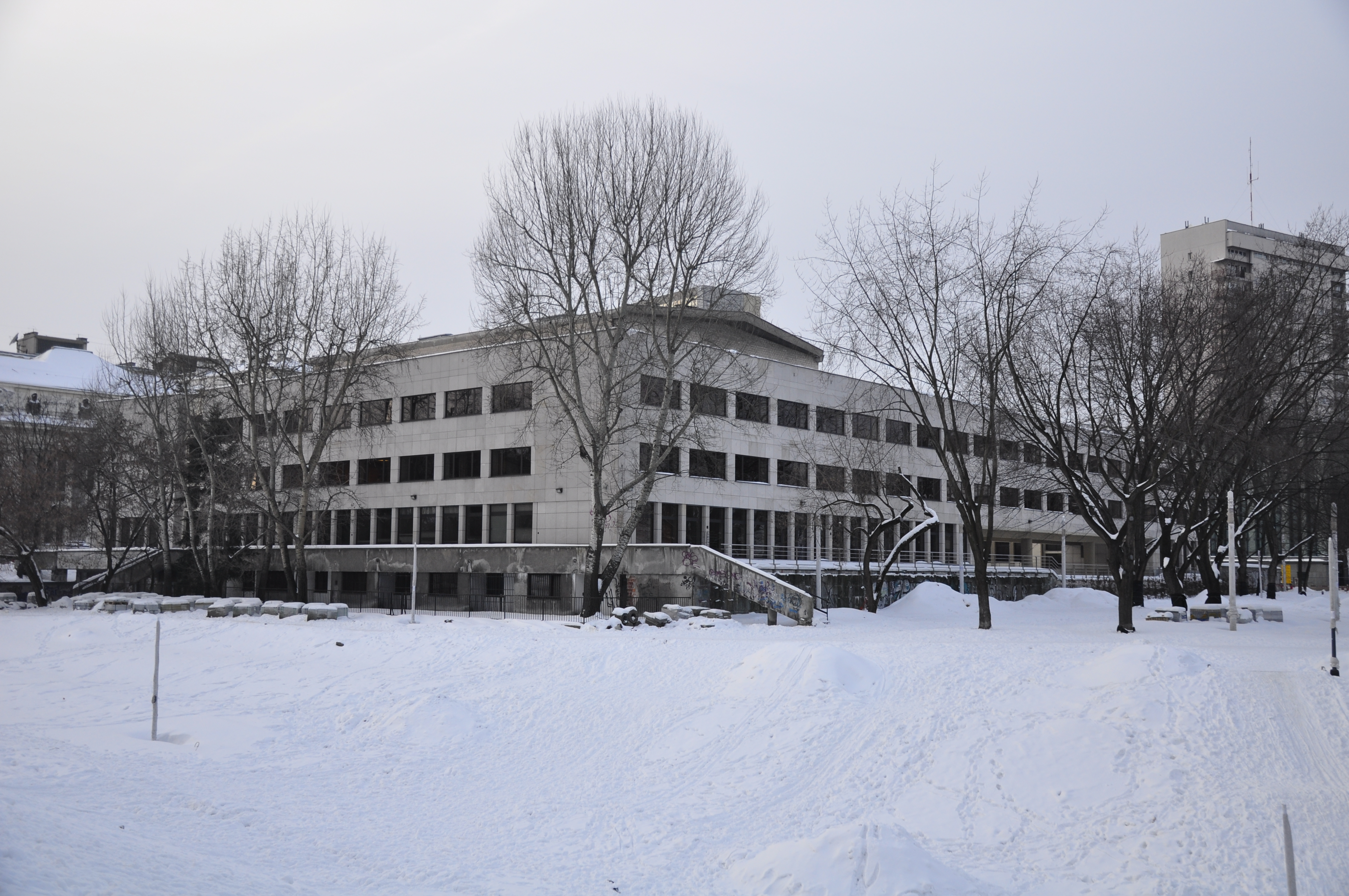
Uniwersytet Muzyczny Fryderyka Chopina w Warszawie – budynek według projektu W. Benedeka

## Życiorys
Brat architektki Ewy Benedek-Malinowskiej (1939–2011). W 1954 ukończył studia na Wydziale Architektury Politechniki Warszawskiej, od tego roku był członkiem SARP. Od 1970 pełnił funkcję kierownika zespołu dydaktycznego Wydziału Architektury Politechniki Warszawskiej. W 1975 obronił pracę doktorską, trzy lata później został zastępcą dyrektora Instytutu Projektowania Architektonicznego ds. dydaktycznych. W 1981 został prodziekanem Wydziału Architektury, a od 1987 dyrektorem Instytutu Projektowania Architektonicznego, którą to funkcję pełnił do 1991. Od 1992 był wspólnikiem w Pracowni Architektonicznej BNS. 
Od 1955 do 1992 był głównym projektantem w zespołach projektowych Wydziału Architektury Politechniki Warszawskiej, a od 1973 w Biurze Projektów Szkół Wyższych. W latach 1991–1994 przewodniczył Kolegium Sędziów Konkursowych SARP. Za wybitne zasługi dla architektury polskiej w dziedzinie twórczości architektonicznej, kształcenia młodych architektów i odpowiedzialnej działalności stowarzyszeniowej w 2006 wspólnie ze Stanisławem Niewiadomskim otrzymali Honorową Nagrodę SARP.
Zmarł w Warszawie, pochowany na cmentarzu Powązkowskim (kwatera 217-4-4). 

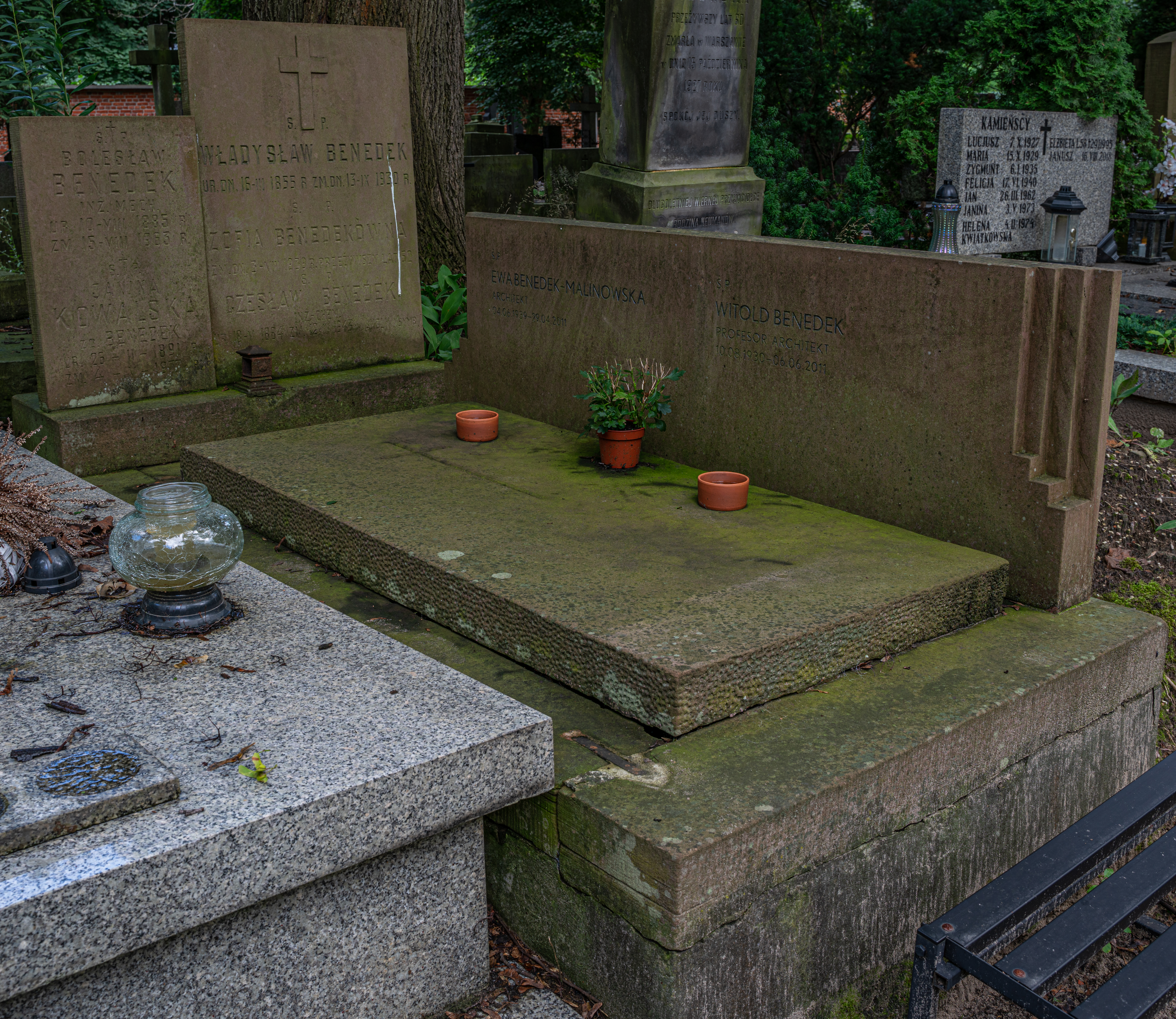
Grób Witolda Benedeka na cmentarzu Powązkowskim

## Wybrane projekty
- Akademia Muzyczna w Warszawie (1954 i 1965)
- Katolicki Uniwersytet Lubelski(1958)
- Uniwersytet Mikołaja Kopernika w Toruniu, biblioteka (1972)
- Uniwersytet Gdański, obiekty Wydziału Humanistycznego i Matematyczno-Fizycznego (1966 i 1973)
- Warszawskie Zgrupowanie Naukowe na Siekierkach (1973) niezrealizowane
- Politechnika Wrocławska, biblioteka (1988)
- Uniwersytet Warszawski, Wydział Biologii (1995)
- Akademia Podlaska w Siedlcach (1998)
- Uniwersytet Kardynała Stefana Wyszyńskiego w Warszawie (1999)
- Uniwersytet w Białymstoku, biblioteka (1999)

## Ordery i odznaczenia
- Krzyż Kawalerski Orderu Odrodzenia Polski (1989)
- Złoty Krzyż Zasługi (1969)
- Medal Komisji Edukacji Narodowej (1981)
- Złota Odznaka SARP (pośmiertnie, 2011)
- Srebrna Odznaka SARP (1980)
- Brązowa Odznaka SARP (1978)

Źródło: Pamięci Architektów Polskich